# 29552 Chern
29552 Chern è un asteroide della fascia principale esterna. Scoperto nel 1998, presenta un'orbita caratterizzata da un semiasse maggiore pari a 2,878998 UA e da un'eccentricità di 0,078399, inclinata di 6,797996° rispetto all'eclittica. Ha un diametro di 8,404 km e un'albedo di 0,109.
Fa parte della famiglia di asteroidi Charis.
Shiing-Shen Chern è stato un matematico ed educatore cino-americano. 